# انحصار در صنعت خودروی ایران
انحصار در صنعت خودروسازی ایران اشاره به مجموعه عواملی دارد که منجر به ایجاد بازار تک قطبی در صنعت خودروی ایران و در نتیجه کاهش کیفیت و افزایش بی رویهٔ قیمت محصولات شده است. دو قطب خودرو سازی ایران یعنی ایران خودرو و سایپا در راس فهرست انحصار گران هستند.

## پیشینه
در دهه هشتاد شمسی با توجه به عدم وجود موانع برای واردات خودرو، محصولات خارجی با قیمت و کیفیت مناسبی در داخل کشور ارائه می‌شد که این مسئله باعث ورود شوک به دو قطب خودروسازی ایران یعنی سایپا و ایران خودرو شد و آن‌ها را وادار نمود تا محصولات جدیدی را به بازار عرضه کنند. عرضهٔ خودروهای جدیدی چون سمند، پارس، فیس لیفت‌های متعدد از خودروی پژو ۴۰۵ محصول همین دوران بودند در سال‌های اخیر اما با تکیه بر چتر حمایتی دولت که همان وضع محدودیت برای ورود خودروهای خارجی بود باعث شد تا این دو شرکت نه تنها تلاشی برای عرضهٔ محصولات جدید و با کیفیت بالاتر نکنند بلکه ضمن نگه داشتن خودروهای فوق‌العاده قدیمی در خط تولید خود، که تمامی آن‌ها به قرن گذشته میلادی برمی‌گشت، اقدام به بالابردن شدید قیمت و کاهش کیفیت این محصولات و حذف آپشن‌های آنان نمودند.

## عوامل
یگانه عامل ایجاد انحصار در بازار و صنعت خودروی ایران، تحولات نرخ ارز و همین‌طور وضع تعرفه‌های سنگین گمرکی، بالغ بر ۱۰۰٪، از سوی دولت برای خودروهای وارداتی می‌باشد. این مسئله که بانی افزایش دوچندان بهای خودروهای وارداتی بود منجر شد تا قشر متوسط جامعه برای خرید خودرو در رنج قیمتی مناسب با درآمدشان انتخابی جز محصولات داخلی نداشته باشند.
بر طبق گزارش تحقیق و تفحص مجلس از دو شرکت مهم خودروسازی یعنی ایران خودرو و سایپا در ۳۰ اردیبهشت ۱۳۹۹، این دو شرکت با اتهامات زیر روبرو شدند:
1. ساختار «تو در توی» مالکیت
2. رابطه خودروسازان با قطعه سازان
3. فروش فولاد وارداتی در بازار
4. اتهام «تبانی» با قطعه سازان
5. مدیریت «دولتی–محفلی»
6. گرانی خودرو
7. فساد در پیش فروش؛ «رانت به دلالان و افراد ویژه»[۴]
8. سرمایه‌گذاری‌های سیاسی: ۹۰ میلیون دلاری که در سنگال سوخت[۵][۶][۷]

برخی قطعه‌سازان ایرانی، در هنگام شدت‌گیری تورم با هدف فشار بر دولت جهت افزایش‌دادن قیمت فروش کارخانه‌ای خودرو، برای مدتی از تأمین قطعاتی که در انحصار تولید یا واردات آن‌ها بوده است، خودداری کرده‌اند و بدین وسیله شمار خودروهای ناقص را در انبارهای خودروسازان افزایش داده‌اند که این کاهش عرضه خودرو به بازار عملاً، باعث افزایش قیمت‌ها در بازار خودرو شده است. در واقع کاهش عرضهٔ خودروها به بازار، منجر به ایجاد مابه‌التفاوت‌های بسیار میان قیمت کارخانه و بازار شده است؛ تا به‌وسیله این تفاوت، جذابیت کاذبی برای خریداران ایجادشده و آنان را متقاعد به ثبت‌نام برای خرید خودروها با قیمت کارخانه‌ای کنند. از این مسئله با نام گروگان‌گیری خط‌تولید یاد می‌شود که ناشی از عدم شفافیت در صنعت خودروسازی ایران تلقی شده است. خودروهای ناقص تولیدشده، معمولاً رفع نقص نگردیده و با نقص‌هایی جزئی و تنها جهت کسب عنوان خودروی ناقص، برای گریز از فروش به قیمت کارخانه‌ای، به قیمت‌هایی نزدیک به قیمت‌های بازار و به‌صورت مزایده‌ای توسط خودروسازان به‌فروش می‌رسند.
از زمان آغاز اجرای خصوصی‌سازی در ایران، کارخانه‌های قطعه‌سازی زیرمجموعهٔ خودروسازان، تحت عناوینی مانند فروش اموال مازاد، از شرکت‌های مادر جدا شده و به‌شکل شرکت، واگذار گردیدند که باعث افزایش قیمت تمام‌شده خودرو، ایجاد کرسی‌های جدید هیئت‌مدیره برای دریافت حقوق مسئولان و وابستگان آنان، شکل‌گیری توافقات خرید قطعه میان شرکت‌های قطعه‌ساز و خودروسازان؛ بالطبع فاکتورسازی و فسادهای مربوطه گردیده است.
بنابر قانون جمهوری اسلامی ایران، همه شرکت‌های بورسی موظف به انتشار صورت‌های مالی و قراردادهای خود در سامانه کدال هستند اما در سامانه کدال همواره تنها کلیات درج می‌شود؛ به مفهوم اینکه در صورت‌های مالی خودروسازان تنها قیمت تمام‌شده خودروی مربوطه و قیمت فروش آن درج می‌شود؛ بنابراین فهرستی از قطعات خریداری‌شده توسط خودروساز و شرکت‌های تابعهٔ آن، مشخصات و قیمت هر قطعه و نام اشخاص یا شرکت‌های فروشنده قطعات تولیدی یا وارداتی موردنظر به خودروساز در سامانه درج نمی‌گردد.
همین امر موجب رانت برخی شرکت‌های قطعه‌ساز، فاکتورسازی و فساد گسترده در خریداری قطعات به بهای چندین برابر و افزایش قیمت‌های تمام‌شده خودروها به میزان گاه چندبرابری قیمت‌های بازار مجموع قطعات و زیان‌دهی هنگفت سهامداران بورسی خودروسازان منجر شده است به طوری‌که دو خودروساز بزرگ ایران اکنون هریک بیش از ۳۵هزارمیلیارد تومان زیان انباشته دارند اما برخی قطعه‌سازان ایرانی که به رانت نیز متهم‌اند؛ همچنان سهامداران اصلی این دو شرکت زیان‌ده هستند. از این مسئله در ادبیات رسانه‌ای ایران بیشتر با نام مافیای خودرو یاد می‌شود و برخی مدعی هستند که مافیای خودرو در وزارتخانه‌ها و مجلس نیز صاحب نفوذ است.
به‌علاوه استخدام اعضای خانواده، بستگان و دوستان نمایندگان مجلس، وزرا، مدیران دولتی، مسئولان قضایی و فرماندهان نظامی در شرکت‌های تابعهٔ خودروسازان و پرداخت حقوق‌های نجومی به آنان؛ دلیل اصلی نفوذ مافیای خودرو در دستگاه‌های مختلف، همچنین دلیل یک‌پنجم زیان‌های خودروسازان تلقی شده است.
افزون‌بر تولید و واردات قطعات و سهامداری در شرکت‌های خودروسازی، مافیای خودرو در زمینهٔ مونتاژ خودروهای خارجی در ایران نیز فعال است. این مافیا با به‌کارگیری نفوذ خود توانسته خودروهای خارجی به‌ویژه خودروهای چینی را با قیمت‌هایی در اندازهٔ سه تا چهار برابر قیمت‌های جهانی آنان در ایران به‌فروش برساند.

## رشوه‌دهی
در سال ۱۳۹۹، ایران خودرو به بسیاری از نمایندگان مجلس خودروی دناپلاس اتومات با قیمت کارخانه و بصورت قسطی تحویل داد که بازتاب رسانه‌ای گسترده‌ای داشت. در سال ۱۴۰۲، در بحبوحهٔ استیضاح وزیر صمت، به نقل از احمد علیرضابیگی نمایندهٔ تبریز، تعداد ۱۴۷ عدد خودرو از نوع دیگنیتی و فیدیلیتی با قیمت کارخانه تحویل نمایندگان مجلس شد. این خودروها اختلاف قیمت زیادی با قیمت بازار آزاد داشتند. متعاقباً، احسان ارکانی، نمایندهٔ مجلس اظهار داشت که تعدادی خودروی شاسی بلند بدون نوبت و با حواله ارزان قیمت به نهاد ریاست جمهوری و وزارت خانه‌ها و صدا و سیمای جمهوری اسلامی تحویل شده است.
علیرضا سلیمی، عضو هیئت رئیسه مجلس یازدهم نیز اظهار داشت که سازمان بازرسی قوه قضاییه هم خودرو دریافت کرده است.

## مخالفت
از جمله پیشنهادهایی که برای خروج بازار خودرو از انحصار پیشنهاد می‌شود ارائه یارانه دولتی به خودرو سازان، کاهش هزینه‌های تولید و ورود خودروسازان خارجی برای رقابتی شدن این صنعت. برخی اما مخالف دخالت و حمایت دولت از این صنعت می‌باشند و همین مداخله‌ها را عامل بروز مشکل می‌دانند.
از جمله اقدامات مردمی که برای رویارویی با این وضعیت ایجاد شد می‌توان به کارزار نه به خودروی داخلی اشاره نمود.

## هزینه واردات خودرو در ایران
- فوب (FOB) = ارزش خودرو در کشور مبدأ
- سیف (Cif) = کرایه حمل و بیمه دریایی
- ارزش گمرکی = فوب + سیف
- حقوق ورودی (تعرفه):[۴۳]
  - خودروهای بنزینی:
    - حقوق ورودی (تعرفه واردات) = حقوق گمرکی + سود بازرگانی
    - کمتر از ۱۵۰۰ سی‌سی مشمول ۵۵ درصد ارزش گمرکی
    - از ۱۵۰۱ تا ۲۰۰۰ سی‌سی مشمول ۷۵ درصد ارزش گمرکی
    - از ۲۰۰۱ تا ۲۵۰۰ سی‌سی مشمول ۹۵ درصد ارزش گمرکی

  - خودروهای هیبریدی:
    - تا ۱۵۰۰ سی‌سی مشمول ۲۵ درصد ارزش گمرکی
    - از ۱۵۰۱ تا ۲۰۰۰ سی‌سی مشمول ۴۵ درصد ارزش گمرکی
    - از ۲۰۰۱ تا ۲۵۰۰ سی‌سی مشمول ۶۵ درصد ارزش گمرکی
    - بیشتر از ۲۵۰۰ سی‌سی مشمول ۱۰۰ درصد ارزش گمرکی

1. هزینه خرید خودرو  = فوب * ارز آزاد
2. حدود ۲۰۰۰ درهم (۶۰۰ دلار) هزینه سیف
3. حقوق ورودی (تعرفه) = ارزش گمرکی * ارز دولتی * درصد تعرفه
4. ۱۰ درصد ارزش گمرکی برای شماره گذاری[۴۴]
5. ۳ درصد ارزش گمرکی برای نقل و انتقال اداری شماره گذاری[۴۵]
6. ۶ درصد مالیت + ۳ درصد عوارض = ۹ درصد * (ارزش گمرکی + حقوق ورودی)[۴۶]
7. ۴ درصد مالیت علی‌الحساب = ۴ درصد * (ارزش گمرکی + حقوق ورودی)[۴۷]
8. ۰٫۵ درصد حقوق ورودی برای عوارض هلال احمر
9. ۵ درصد ارزش فوب برای عوارض واردات
10. ۰٫۸ درصد ارزش ریالی خودرو برای استاندارد[۴۸]
11. عوارض شهرداری[۴۹]
12. هزینه اسقاط[۵۰]

مجموع تمام این ۱۲ مرحله برای تک تک خودروها باعث به وجود آمدن خودرویی بسیار گران‌قیمت حتی بیشتر از ۲ برابر قیمت جهانی شده و مردم ایران مجبورند با پول زیاد ماشینی ارزان‌قیمت کشورهای دیگر را استفاده کنند و این انحصار و تعرفه زیاد نه تنها کمکی به خودروسازی در ایران نکرده بلکه باعث آسوده‌خاطر شدن و تنبلی خودروسازان شده و آن‌ها را تبدیل به شرکت‌های مونتاژکار کرده است و محصولات سطح پایین کشورهای دیگر را در ایران مونتاژ به دست مصرف‌کننده می‌دهند آن هم به صورت دلال پروری و با به وجون آوردن بازار سیاه از طریق عرضه قطره‌چکانی باعث تشنه کردن بازار شده و با بالا نگه داشتن قیمتها در بازار آزاد سعی در گران کردن قیمت کارخانه دارند.